# Севастьянов, Андрей Александрович
Андре́й Алекса́ндрович Севастья́нов (род. 4 ноября 1976 года, Измаил, Одесская область, СССР) — российский автогонщик, мастер спорта, общественный автоспортивный деятель, основатель и руководитель профессиональной гоночной команды B-Tuning Pro Racing Team. Двукратный чемпион России по ралли (1995—1996), бронзовый призёр кубка России по кольцевым автогонкам (Кубок «Лада» 2004) и чемпионата России по кольцевым автогонкам (класс Туринг-Лайт, 2013), неоднократный участник «Гонки звёзд» автомобильного журнала «За рулём».

## Биография
Андрей Севастьянов родился в городе Измаил, там же начал учиться. В 10 лет пошёл заниматься в секцию картинга под руководством тренера Артура Константиновича Тальдрика. Вскоре семья переехала в Химки (Московская область), где Севастьянов пошёл в секцию картинга. По окончании восьмого класса поступил в профтехучилище № 65 Москвы по специальности «механик по ремонту автомобилей», по окончании получил наивысший, шестой разряд. Там же, в рамках обучения, проходил производственную практику на Автокомбинате № 1, бывшим крупнейшим в СССР автопредприятием. Там встретился в известным советским гонщиком Александром Деонисовичом Стояном, который был руководителем спортивной команды при Автокомбинате № 1. В 1991 году Севастьянов вошёл в состав этого спортколлектива, и тогда же поступил в Государственный центральный ордена Ленина институт физической культуры, на кафедру «Экстремальных и прикладных видов спорта», направление «Автомотоспорт». Там получил возможность обучаться у профессора Эрнеста Сергеевича Цыганкова, который в то время был одним из ведущих специалистов по автоспорту в стране.

#### Первые старты
В гоночной команде Севастьянов первоначально был механиком. Затем получил возможность стартовать на гоночной «Эстонии 21.10» в классе «Формула-1300». Дебютный выезд состоялся в гонке, проходившей перед зданием МГУ на Ленинских Горах в 1995-м, закончился финишем на третьем месте. Через несколько недель состоялся первый зарубежный выезд, в Витебск (Беларусь), во время которого финишировал вторым. В этот же период были старты на временных трассах в Дмитрове и в Москве у Ленинских Гор. Параллельно Севастьянов начал выступать в ралли.

#### Раллийный штурман, механик и пилот
Севастьянов стал штурманом в экипаже Александра Стояна, и вместе они два года подряд выигрывали чемпионат России по ралли в классе «Волга» (1995—1996), одержав несколько побед на этапах. В 1998 году Севастьянов впервые принял участие в первенстве как пилот, в составе Rash Rally Club за рулём Citroën Saxo.
В дальнейшем полностью переключился на кольцевые гонки. Дважды принимал участие в больших африканских ралли-рейдах как механик. В 2007 году в составе команды «Москва ЗИЛ» принял участие в последнем ралли «Дакар» проходившем по территории африканского континента. Участвовал в обслуживании и ремонте багги, на котором выступал экипаж Сергей Шмаков / Константин Мещеряков. В гонке они финишировали на 14-м месте, что стало лучшим достижением для российских «рейдовиков» в «Дакаре» на тот момент.
А в 2009-м был заявлен как механик за команду GeoRaid в марафоне «Африка Рейс». Принимал участие в обслуживании и ремонте внедорожников «серийного» класса T2, на которых выступали экипажи Артём Варенцов / Роман Елагин и Игорь Бондарев / Сергей Горелов, занявшие первое и третье места в своей категории. При этом экипаж Варенцова завоевал второе место и в абсолютном зачете ралли-рейда.
Севастьянов продолжал и в дальнейшем принимать участие в ралли в качестве штурмана в отдельных гонках.

#### Гонщик

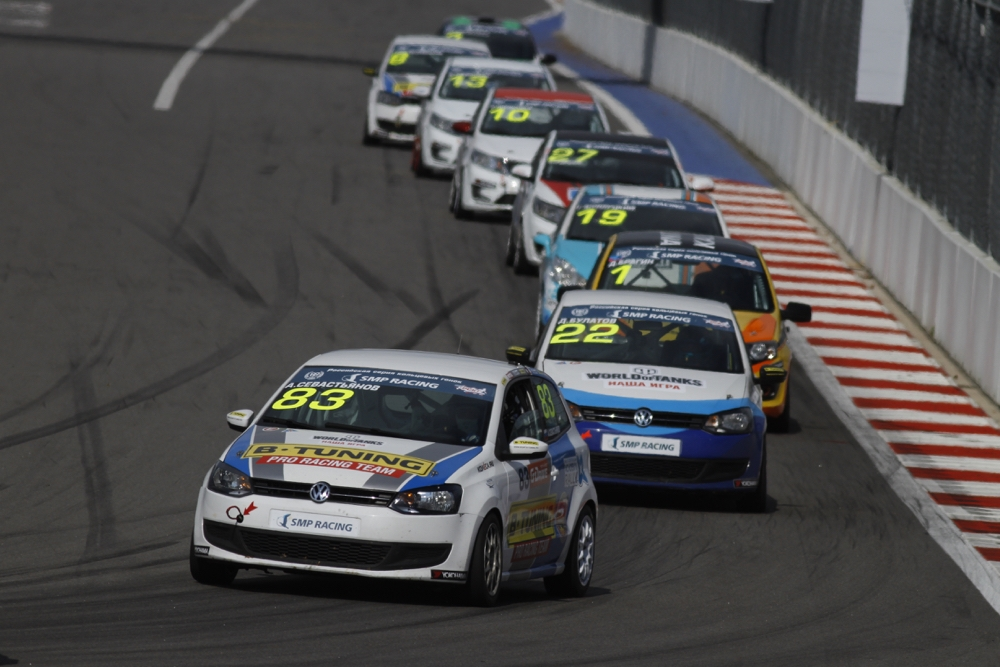
Андрей Севастьянов на Volkswagen Polo № 83 в гонке этапа РСКГ-2016, Сочи Автодром

Важным этапом в карьере Севастьянова стали регулярные старты в кольцевых гонках на специально подготовленных легковых автомобилях. Первый полный сезон для него состоялся в 1998 году — участие в кольцевых гонках класса «Туризм 1600» на автомобиле ВАЗ 2108 (за команду AT-Racing Team). После этого сезона произошёл 4-летний перерыв, связанный с началом формирования собственного бизнеса, связанного с ремонтом и обслуживанием легковых автомобилей. В этот период Севастьянов периодически участвовал в любительских соревнованиях, которые проводились в Москве и Московской области.
В 2003 году участвовал в «Кубке LADA». Подготовку к соревнованиям и техническое обслуживание осуществляла команда Севастьянова «Билкон». В дебютном сезоне вошёл в первую десятку. На следующий год стал бронзовым призёром кубка (из 56 участников), выступая за WellRun Motorsport. Вместе с партнёром по команде Михаилом Засадычем завоевал второе место в командном зачёте За этот коллектив в сезоне выступал певец Максим Покровский, лидер группы «Ногу свело!». Сезон 2005 получился не слишком удачным (только 29-й), в 2006-м Севастьянов занял пятое место по итогам сезона. Это было его последнее выступление в «Кубке LADA». В 2006 году  выступил в классе «Туринг лайт» на новом Citroën C2 за «Динамо-Автоспорт ААСТИ» по приглашению руководителя коллектива Олега Михайловича Хатюшенко. Серия технических неполадок не позволила показать хорошие результаты в данном зачёте.

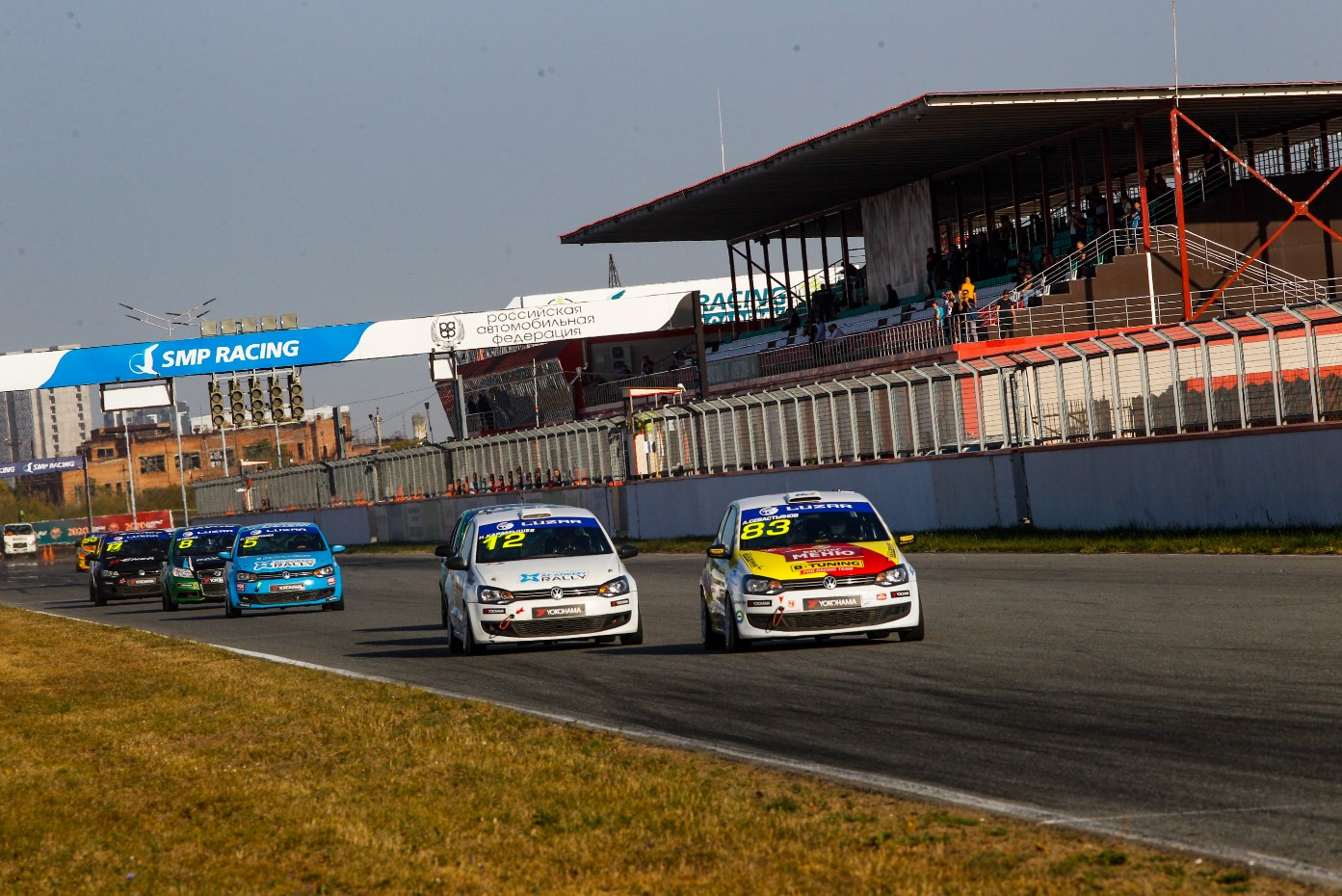
Андрей Севастьянов на Volkswagen Polo № 83 в гонке этапа РСКГ-2020, Крепость Грозная

В сезоне 2007 выступления в классе «Туринг лайт» были продолжены на российском автомобиле «Лада Калина», который подготовила частная команда при активном участии Александра Дмитриевича Никоненко. Параллельно, в 2007-м происходили старты в немецкой гоночной серии VLN, все этапы которой проходят на «Северной петле» Нюрбургринга. Там Севастьянов выступал на автомобиле SEAT León 1.8T вместе с Михаилом Засадычем и Олегом Квитка. Лучшим результатом стало второе место в классе, в заключительной гонке сезона.
В 2008-м Севастьянов и команда B-Tuning занимались подготовкой автомобиля и сопровождением Александра Новичкова, выступавшего на Honda Civic кубке России по кольцевым гонкам в классе Супер-продакшн. Перед финальным этапом проходившем на трассе Дмитровского полигона, Новичков получил травму, и заменивший его Севастьянов сходу выиграл свою дебютную гонку в данном зачёте.

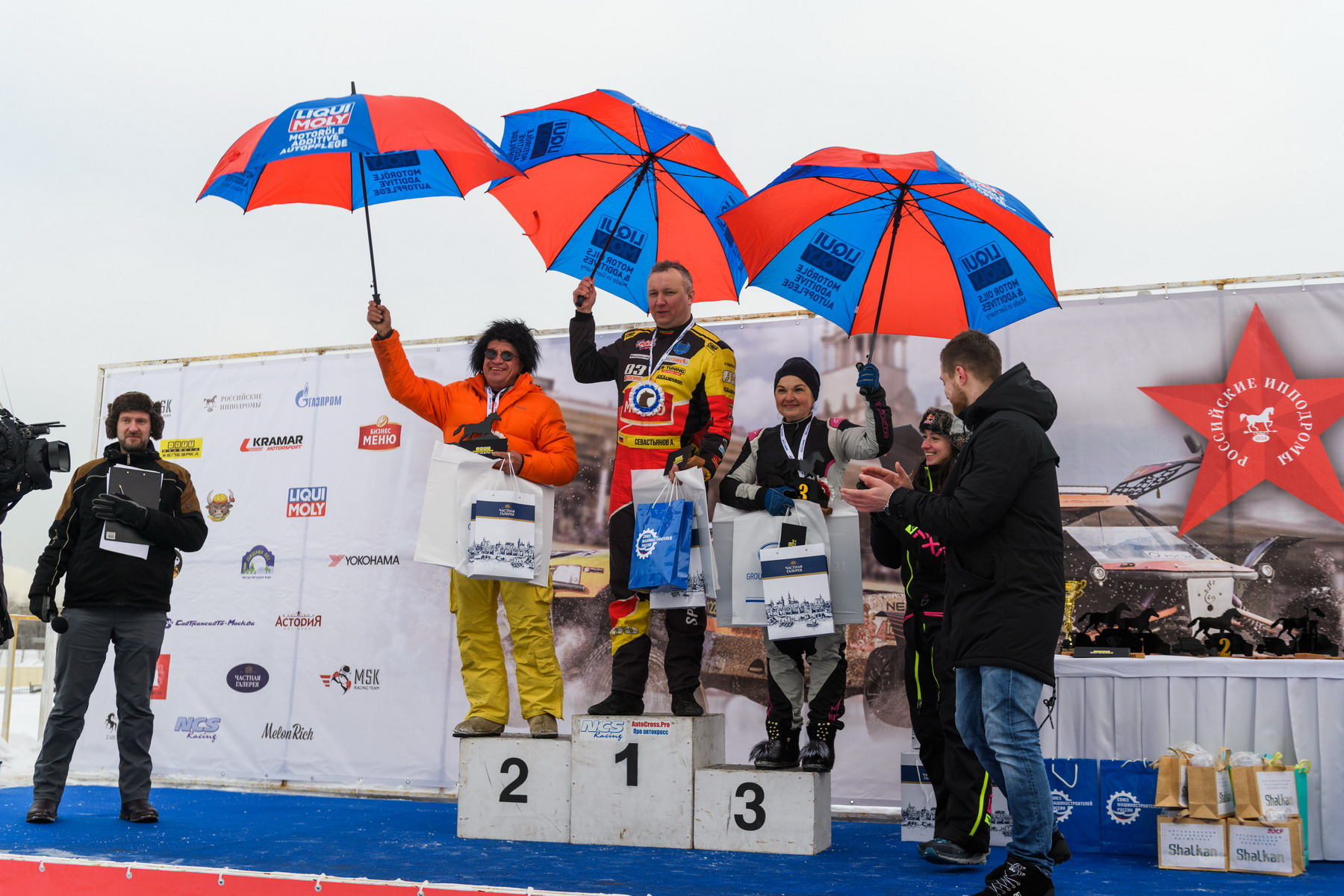
Андрей Севастьянов — победитель «Кросс-ипподрома», 2021 год

В 2010—2012 годах Севастьянов сосредоточился на руководящей работе и выходил на старт крайне редко. Возвращение в качестве активного кольцевого гонщика произошло в 2013 году. В классе «Туринг лайт» чемпионата России на автомобиле VW Polo, активное участие в подготовке которого к соревнованиям осуществляла команда B-Tuning. Несмотря на лишение двух побед из-за дисквалификаций, выиграл ещё пять этапов и занял призовое третье место в турнире. В течение двух следующих чемпионатов победы и подиумы давались тяжелее из-за большого объёма административной нагрузки, в 2016-м по этой же причине и сами выезды в качестве спортсмена уменьшились вдвое. После окончания сезона Севастьянов значительно уменьшил количество стартов, сосредоточившись на руководящей работе, хотя периодически он продолжает выходить на старты в различных соревнованиях, когда позволяет рабочий график.
В сезоне 2020 года Севастьянов после трёхлетнего перерыва возобновил программу активных стартов в автогонках. Принял участие в полном сезоне чемпионата России по кольцевым автогонкам класса «Туринг-Лайт» за рулём VW Polo R2 Mk5 подготовленном своей командой B-Tuning Pro Racing Team, дважды смог подняться на подиум в заездах и финишировал в итоговом топ-6 турнирного зачёта. По окончании кольцевого сезона на автодроме Крепость Грозная прошла 4-часовая гонка Akhmat Race. В классе «Туринг-Лайт» Севастьянов в паре с юным Кириллом Захаровым вели борьбу за лидерство, заняли третье место.
С декабря 2020 года по февраль 2021 года Севастьянов со своей командой впервые приняли участие в Кубке России 2021 по ледовым автогонкам в классе 1600. Выступил во всех пяти этапах, занял 9 итоговое место из 23 участников, а коллектив стал третьим в командном зачёте. Также B-Tuning Pro Racing Team с участием Севастьянова занял бронзовую ступень пьедестала в дебютном для себя чемпионате России 2021 года по зимним трековым гонкам. Севастьянов в течение зимы смог выиграть свою первую зимнюю гонку, победив в гонке класса 1600 на Центральном московском ипподроме, в рамках заездов автомобильного фестиваля «Кросс-ипподром».

#### Руководитель команды

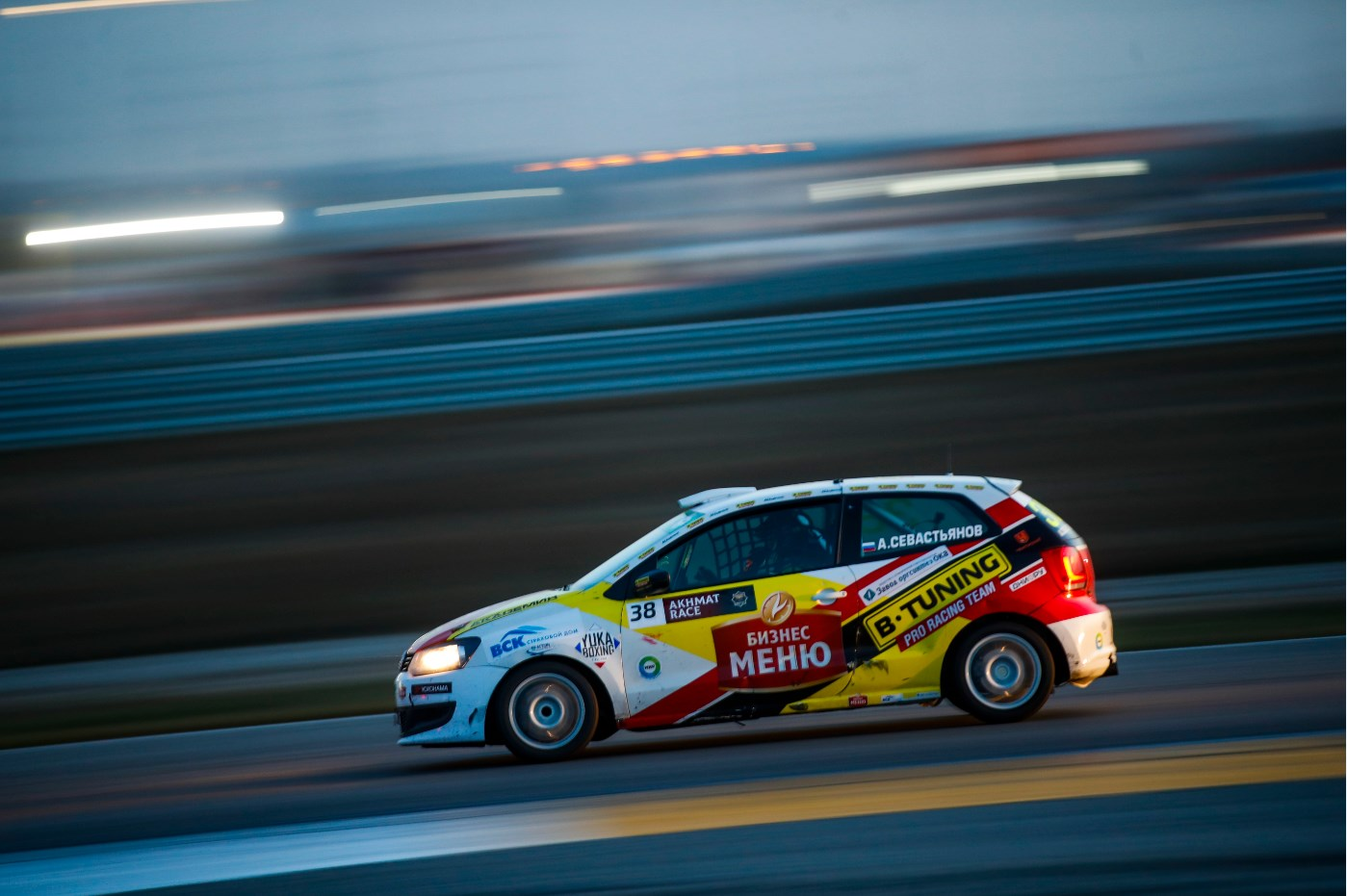
Экипаж Андрей Севастьянов — Кирилл Захаров на Volkswagen Polo в гонке Akhmat Race-2020

Андрей Севастьянов в 1998 году основал гоночный коллектив НСУ СТК Билкон, который начал свою деятельность с участия в чемпионате России по кольцевым гонкам в класс «Туризм 1600» на автомобиле ВАЗ 2108. Параллельно осуществлялись старты в чемпионате России по ралли, совместно с командой Rash Racing team. В 2005 году произошло переименование в «B-Tuning», в честь технического центра который стал базой для коллектива.
B-Tuning занимается профессиональной подготовкой гоночной техники для участия в различных видах автоспорта, в первую очередь в кольцевых гонках, оказывает инженерное и техническое сопровождение автомобилей, проводит профессиональную подготовку пилотов.
При этом специалисты B-Tuning оказывают услуги сопровождения и сторонним командам, пилотам. Например, в сезонах 2011 и 2012 годов в турнире Кубок LADA Granta осуществлялась поддержка коллективу Aeroexpress Racing Team, в составе Рустама Акиниязова и братьев Михаила и Юрия Лободы. В итоге братья Лобода дважды смогли завоевать награды в личном зачете Кубка LADA Granta (бронзовые в 2011-м и серебряные в 2012-м), а дуэт Рустам Акиниязов/Борис Шульмейстер в сезоне-2012 стали третьими призёрами Кубка России в группе «Лада Гранта».

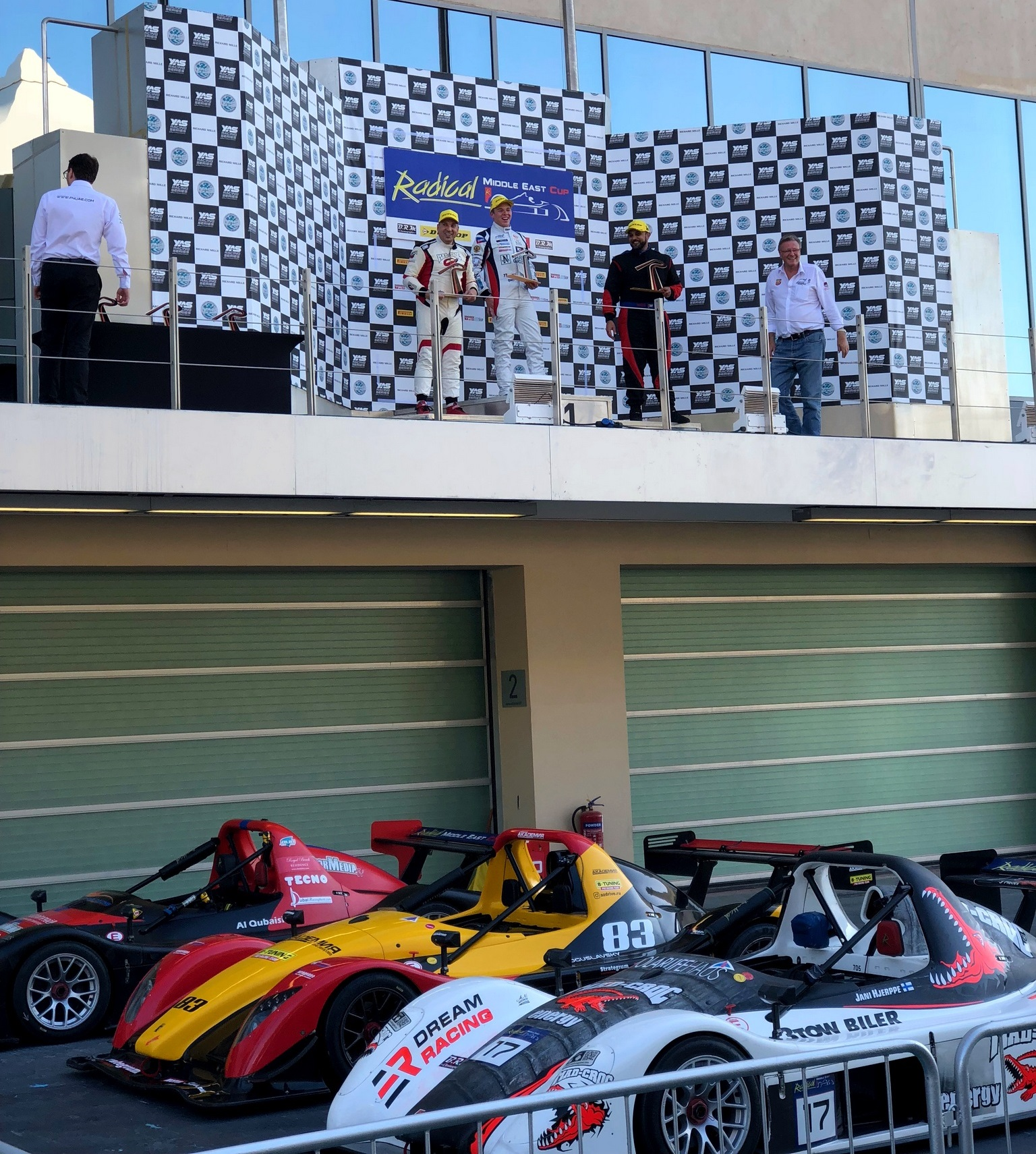
Тимур Богуславский выигрывает гонку Radical Middle East Cup 2017/2018 на машине команды B-Tuning, это первая победа коллектива Андрея Севастьянова в международном турнире

Весной 2013 года Севастьянов, объединив усилия с руководителем «Академии ралли» Михаилом Лепеховым, запустили проект по подготовке автомобилей Volkswagen Polo для выступлений в чемпионате России по кольцевым гонкам в классе «Туринг Лайт». Автомобили изначально готовились в Чехии, путём переделки из раллийной версии, с учётом пожеланий команд B-Tuning и «Академия ралли». Спортивный дебют автомобиля состоялся в сезоне 2013. Севастьянов провёл полный сезон, приняв участие во всех семи раундах первенства, выиграл пять заездов из четырнадцати, в которых принял участие. При этом на двух этапах он выступал на раллийной версии машины, пока кольцевой вариант авто не был изготовлен. К сезону-2014 на базе коллектива «Академия ралли» было подготовлено ещё четыре аналогичных автомобиля, которые обслуживались механиками B-Tuning и стали доступны для спортивной аренды всем желающим. С тех пор за рулём данной версии машины на этапах РСКГ (2014—2018) стартовало 20 разных пилотов, это рекордный показатель в зачётной категории Туринг-Лайт.

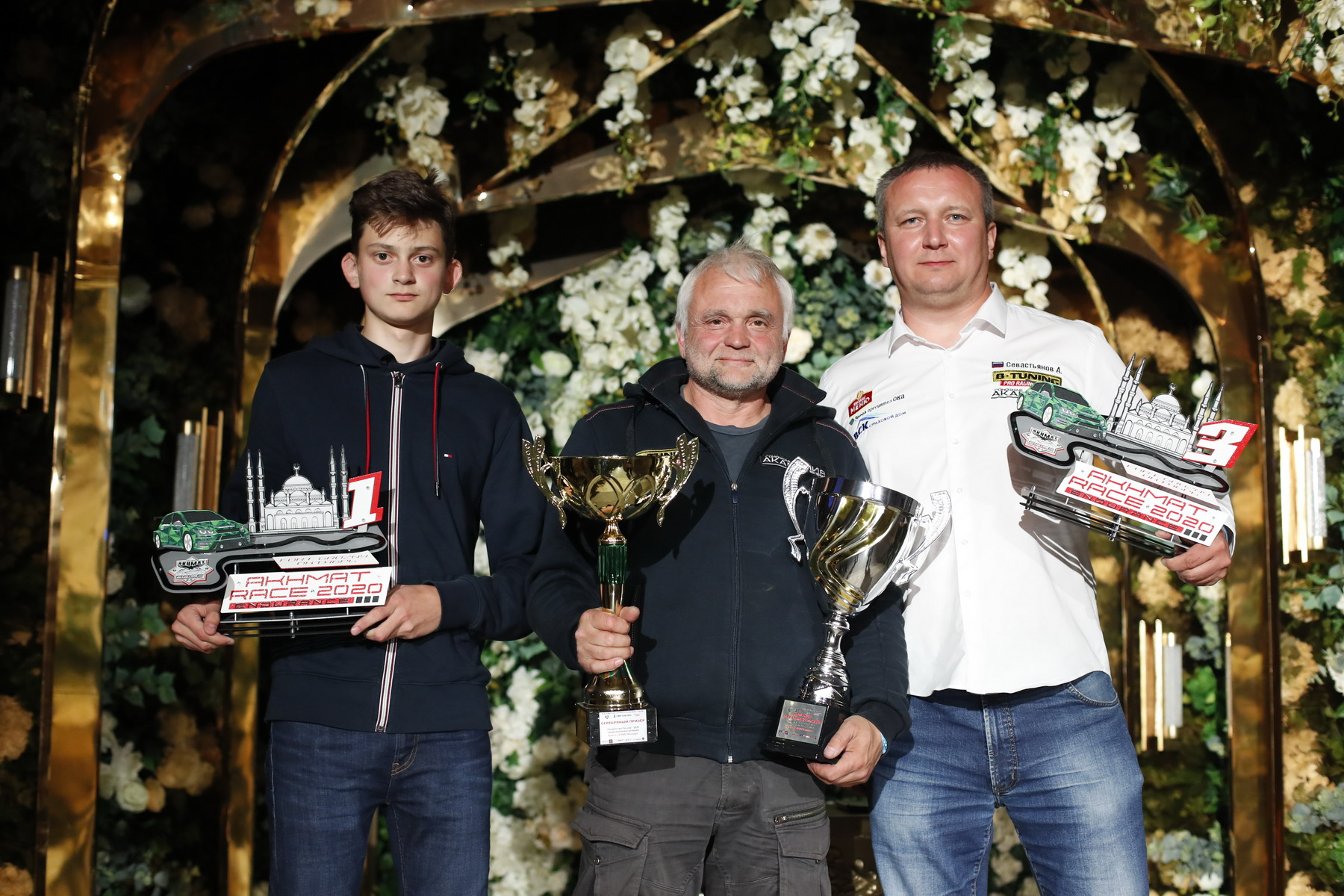
Андрей Севастьянов (справа) с сокомандниками Кириллом и Антоном Захаровыми, призёры Akhmat Race-2020

Кроме того, в Кубке России по кольцевым гонкам класса «Национальный» начиная с 2014 года участвуют автомобили Volkswagen Polo в кузове седан, подготовленные в рамках стратегии «народного» гоночного автомобиля совместными усилиями компаний B-Tuning и «Академия ралли». Андрей Севастьянов выступил пилотом-испытателем данного автомобиля, проехав в общей сложности более 1800 кругов (эквивалент 5-6 лет гоночной эксплуатации) по трассе «Смоленское кольцо» в гоночном режиме, максимально испытав ресурс и износостойкость новой машины. Также он определял, что именно надо доработать и улучшить в Volkswagen Polo Sedan, чтобы он позволял бороться за высокие места в своём зачёте. Модель постоянно модернизируется и прогрессирует, пилоты за рулём этих машин стали добиваться высоких результатов. По итогам сезона 2016 пилот команды «Академия ралли» Иван Костюков стал бронзовым призёром Кубка России, в 2017-м и 2018-м Глеб Кузнецов был вторым в турнире. А в классе «Национальный-Юниор» с 2016 года именно автомобили Volkswagen Polo от союза B-Tuning+«Академия ралли» являются основой класса. Всего с 2013 года построено уже более 26 спортивных автомобилей только для зачётов «Национальный» и «Национальный-Юниор». Ни один другой производитель не произвёл для российского кольцевого первенства столько новых спортивных автомобилей за данный временной период (более массовые LADA Kalina использовались по большей части предыдущих лет выпуска). За рулём Volkswagen Polo Sedan на этапах РСКГ (2014—2018) выходило на старт 36 участников, включая экс-пилота Формулы 1 Мика Сало, который стартовал за команду B-Tuning Андрея Севастьянова.
С 2017 года в коллективе Севастьянова, появилось три спортпрототипа модели Radical SR3 RSX, которые предоставляются в спортивную аренду для тренировочных заездов, повышения уровня гоночного мастерства, участия в гонках на выносливость. Тимур Богуславский в составе команды выиграл обе гонки третьего этапа ближневосточного кубка Radical Middle East Cup 2017/2018, а Михаил Степанов стал первым в финальном заезде турнира, проводившегося на трассах ОАЭ. Кроме того, Антон Захаров представляющий B-Tuning Pro Racing Team, стартовал на спортпрототипе Radical SR3 RSX в двух раундах британского монокубка Radical Challenge. В паре с Амиром Фейзулиным они смогли стать призёрами выездного этапа в бельгийском Спа-Франкоршаме, и победителями этапа в английском Олтон-Парке.

#### Общественная автоспортивная деятельность

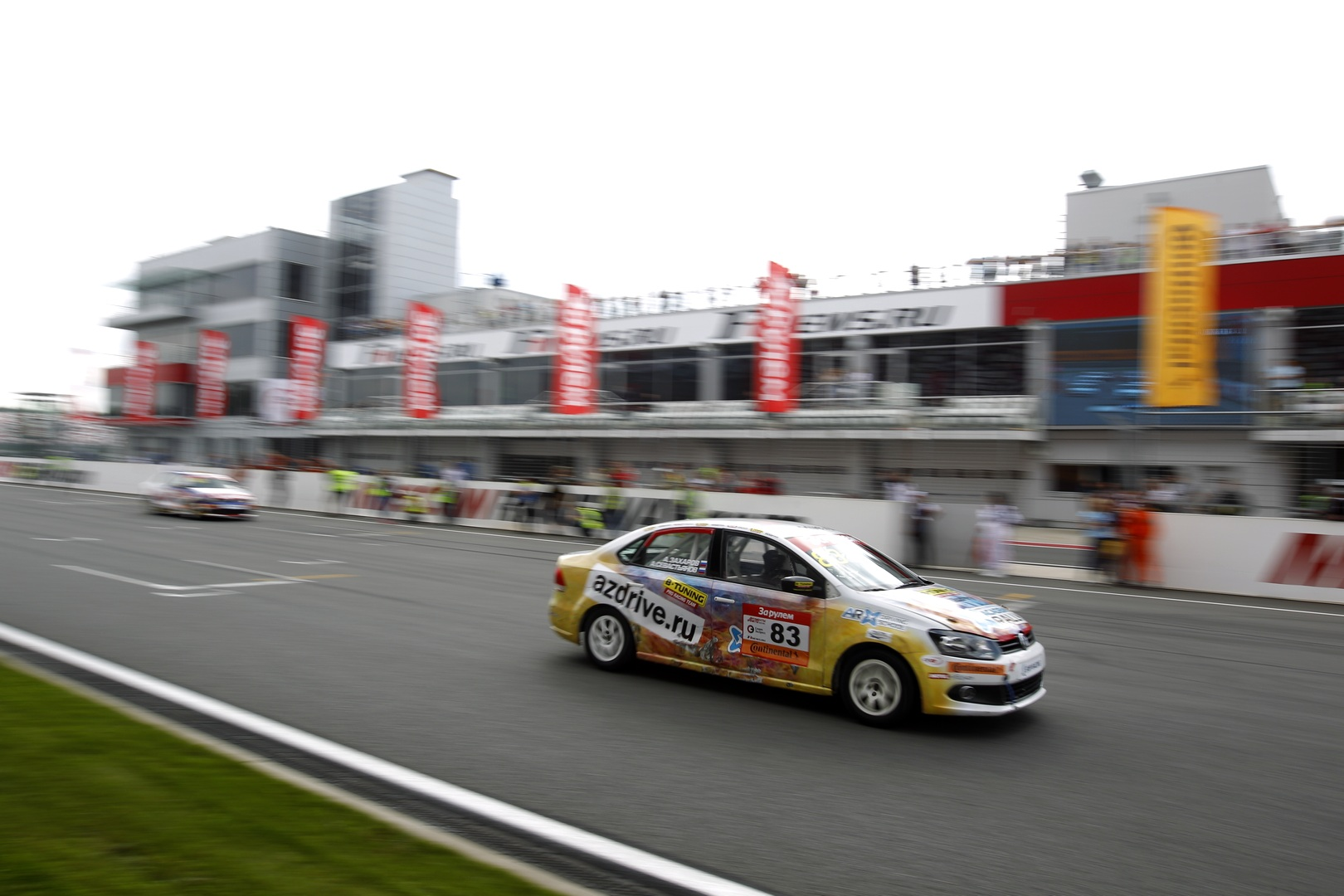
В проекте «Народный пилот» ключевая роль была отведена спортивному Volkswagen Polo Sedan, в доводке которого важную роль сыграл Андрей Севастьянов

В сотрудничестве «Академией ралли» (предоставление автомобиля), команды B-Tuning (техническая поддержка) и интернет-портала «Мотор» (информационное освещение), при деятельном участии Андрея Севастьянова с 2014 года начал реализовываться проект «Народный пилот». Суть конкурса сводится к отбору лучшего гонщика из числа кандидатов — молодых спортсменов-любителей, которые получают право выступить в нескольких этапах Кубка России по кольцевым гонкам в классе «Национальный» за рулём спортивного Volkswagen Polo Sedan.
Андрей Севастьянов был в числе организаторов и спикеров крупных профильных форумов посвящённых развитию автомобильного спорта в России. Например, таких как Russian Motorsport Forum 2016 и 2017 годов, это первые в России масштабные форумы, когда на одной бизнес-площадке собрались ключевые игроки авто- и мотоспорта страны, а также эксперты из стран ближнего и дальнего зарубежья. Также Андрей Севастьянов был спикером на крупной Международной конференции по маркетингу спортивных федераций, лиг, клубов, турниров и спортивных сооружений MARSPO 2017, в котором участвовало большое число топ-менеджеров спортивных организаций, клубов России, известных спортсменов. Проводит мастер-классы для начинающих автоспортсменов и пилотов любительских серий. Регулярно участвует в различных промоакциях в качестве приглашённого гостя вместе со своей командой, на крупных городских мероприятиях, таких как День города Москва, на шоу Российской серии кольцевых гонок в различных городах, на столичном фестивале «Дорога — жизнь», посвященном безопасности дорожного движения и других.

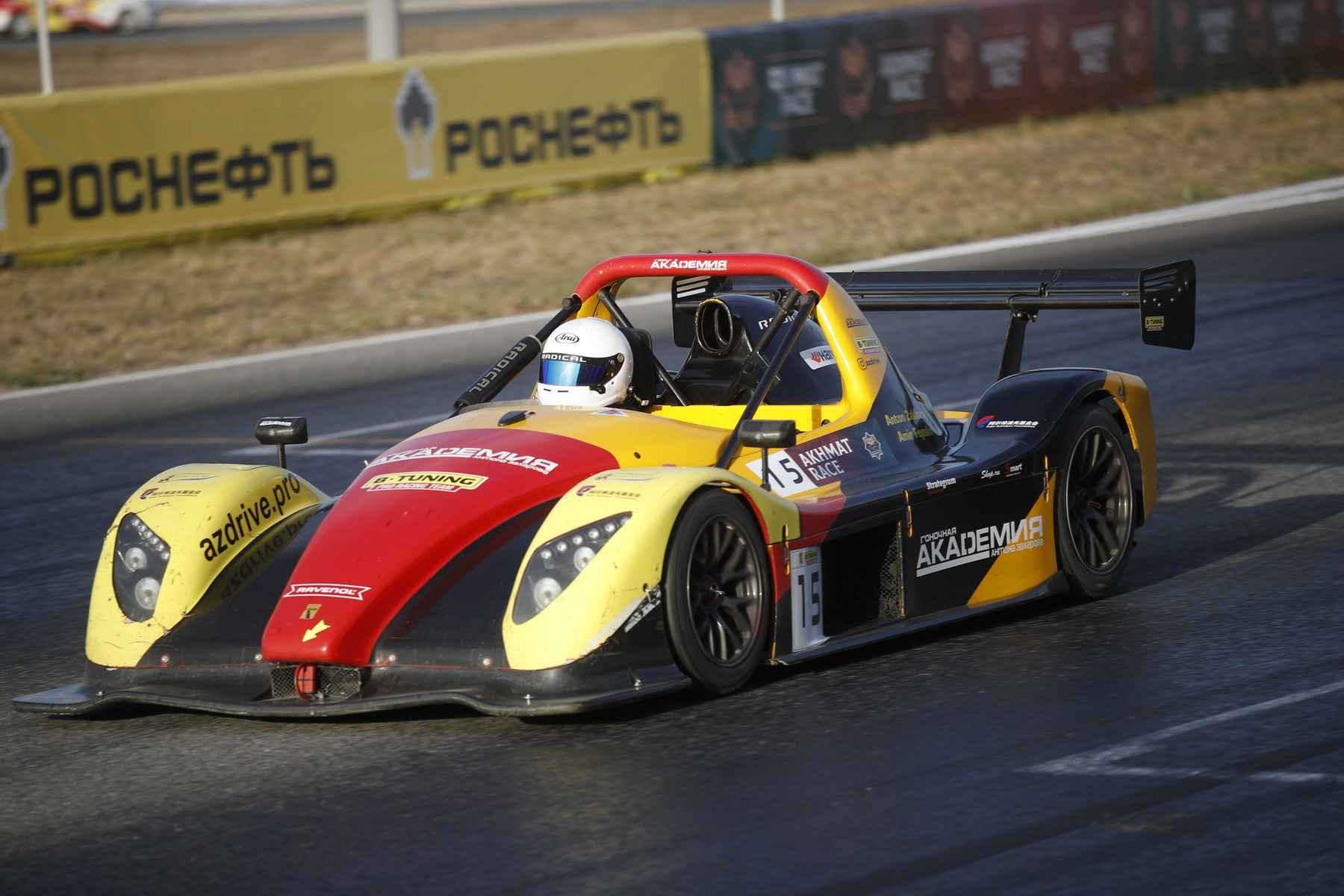
Radical SR3 RSX команды B-Tuning Pro Racing Team, 2020 год

Часто выступает спикером в репортажах об автосоревнованиях, в аналитических материалах на автоспортивные и общеавтомобильные темы для федеральных телеканалов и интернет-сми. Неоднократно приглашался ведущими изданиями и телепередачами для проведения профессиональных тест-драйвов автомобилей. Когда в 2014 году в Сочи проводилось официальное открытие крупнейшего в стране автодрома, единственного принимающего этапы чемпионата мира по гонкам класса Формула-1, то Севастьянов вместе со своей командой B-Tuning был одним из тех, кто был приглашён представлять Сочи Автодром первым лицам страны и прессе.
Неоднократно участвовал в различных авто- и мотошоу и акциях, как водитель «Гоночного такси». Например, в рамках Moscow City Racing 2013 года катал зрителей за рулём спортседана Maserati Quattroporte, а на спортпрототипе Radical SR3 RS катал участников шоу телеканал НТВ — «Ты супер! Танцы». В рамках Международного авиационно-космического салона МАКС-2017 участвовал за рулём гоночного автомобиля SEAT León в заезде с реактивным самолётом, истребителем-перехватчиком МиГ-31.
Принимал участие в качестве каскадёра в съёмках художественного фильма «Легенда № 17». Андрей Севастьянов находился за рулём грузового автомобиля МАЛ, в который по сценарию врезалась ГАЗ-24 «Волга» главного героя кинокартины.

## Награды и звания
Двукратный чемпион России в классе «Волга» (1995, 1996) по классическому ралли в качестве штурмана, бронзовый призёр Кубка LADA 2003 по кольцевым автогонкам, бронзовый призёр чемпионата России по кольцевым автогонкам (2013 г.), победитель «Славянского кубка» 2014 по дисциплине Time attack) в классе sc-Warm, бронзовый призёр RHHCC 2016 (дисциплина Time attack) в классе Super-race. Двукратный участник ежегодной «Гонки звёзд» всероссийского автомобильного журнала «За рулём».
По итогам сезона 2013 был включён редакцией автомобильного интернет-проекта «Мотор» в список «Персон года» в российском автоспорте.

## Личная жизнь
Женат, сын Николай (2000 г. р.).

## Статистика выступлений
| Легенда к таблице |                                                                    |
| --- | ------------------------------------------------------------------ |
| Расшифровка обозначений и цветов представлена в нижеследующей таблице. |                                                                    |
| \| Пример \| Описание \| \| ------------ \| ------------------------------------------------------------------ \| \| 1 \| Победитель \| \| 2 \| Второе место \| \| 3 \| Третье место \| \| 5 \| Финишировал, заработав очки \| \| Сход \| Не финишировал, но при этом заработал очки \| \| 12 \| Финишировал, не получив очков \| \| НКЛ \| Финишировал, но не попал в финальную классификацию \| \| 15 \| Участвовал вне зачёта, либо по отдельной классификации \| \| 18 \| Не финишировал, но попал в финальную классификацию \| \| Сход \| Не финишировал \| \| НКВ \| Не прошёл квалификацию \| \| НПКВ \| Не прошёл предквалификацию \| \| ДСК \| Дисквалифицирован \| \| ИСК \| Исключён из протокола соревнований \| \| ТТ \| Заявлен для участия только в тренировках \| \| НС \| Участвовал в квалификации, но не стартовал в гонке \| \| Т \| Травмирован или болен \| \| ОТК \| Отказ от участия \| \| НТР \| Прибыл на соревнования, но на трассу не выезжал \| \| НПР \| Был заявлен в числе участников, но не прибыл к началу соревнований \| \| О \| Соревнования отменены \| \| \| Не участвовал \| \| Поул-позиция \| \| \| Быстрый круг \| \| |                                                                    |
| Пример | Описание                                                           |
| 1 | Победитель                                                         |
| 2 | Второе место                                                       |
| 3 | Третье место                                                       |
| 5 | Финишировал, заработав очки                                        |
| Сход | Не финишировал, но при этом заработал очки                         |
| 12 | Финишировал, не получив очков                                      |
| НКЛ | Финишировал, но не попал в финальную классификацию                 |
| 15 | Участвовал вне зачёта, либо по отдельной классификации             |
| 18 | Не финишировал, но попал в финальную классификацию                 |
| Сход | Не финишировал                                                     |
| НКВ | Не прошёл квалификацию                                             |
| НПКВ | Не прошёл предквалификацию                                         |
| ДСК | Дисквалифицирован                                                  |
| ИСК | Исключён из протокола соревнований                                 |
| ТТ | Заявлен для участия только в тренировках                           |
| НС | Участвовал в квалификации, но не стартовал в гонке                 |
| Т | Травмирован или болен                                              |
| ОТК | Отказ от участия                                                   |
| НТР | Прибыл на соревнования, но на трассу не выезжал                    |
| НПР | Был заявлен в числе участников, но не прибыл к началу соревнований |
| О | Соревнования отменены                                              |
| | Не участвовал                                                      |
| Поул-позиция |                                                                    |
| Быстрый круг |                                                                    |

### Результаты выступлений в чемпионатах России по ралли (штурман)
| Год  | Команда         | Автомобиль   | Класс   | 1      | 2        | 3        | 4      | 5      | 6      | 7     | 8   | Место | Очки |
| ---- | --------------- | ------------ | ------- | ------ | -------- | -------- | ------ | ------ | ------ | ----- | --- | ----- | ---- |
| 1995 |                 | Волга        | Волга   | МЕД    | МОР      | ЛУГ      | КАМ    | КОС    | БЕЛ    | ГУК   | СОЧ | 1     | НД   |
| 1995 | Абсолют         | Волга        | МЕД     | МОР    | ЛУГ      | КАМ      | КОС    | БЕЛ    | ГУК    | СОЧ   | НД  | НД    |      |
| 1996 |                 | Волга        | Волга   | КАМ    | МЕД 1    | МОР Сход | ЛУГ 2  | ГУК 2  | БЕЛ 1  | КОС 1 | СОЧ | 1     | НД   |
| 1996 | Абсолют         | Волга        | КАМ     | МЕД 14 | МОР Сход | ЛУГ 10   | ГУК 21 | БЕЛ 18 | КОС 11 | СОЧ   | 15  | 24,4  |      |
| 1998 | Rash Rally Club | Citroen Saxo | A9      | КАМ    | МОР      |          |        |        |        |       |     | НД    | НД   |
| 1998 | Rash Rally Club | Citroen Saxo | Абсолют | КАМ    | МОР      |          |        |        |        |       |     | НД    | НД   |

НД — нет данных

### Результаты выступлений в Кубке LADA
| Год  | Команда                        | Автомобиль  | 1        | 2        | 3        | 4        | 5        | 6        | 7        | 8        | 9        | 10       | 11       | 12       | Место | Очки |
| ---- | ------------------------------ | ----------- | -------- | -------- | -------- | -------- | -------- | -------- | -------- | -------- | -------- | -------- | -------- | -------- | ----- | ---- |
| 2003 | СТК БИЛКОН                     | ВАЗ 2112-37 | НЕВ 1 НД | НЕВ 2 НД | ТОЛ 1 НД | ТОЛ 2 НД | НЕВ 1 НД | НЕВ 2 НД | НЕВ 1 НД | НЕВ 2 НД | ТОЛ 1 НД | ТОЛ 2 НД | ТОЛ 1 НД | ТОЛ 2 НД | 10    | НД   |
| 2004 | Well Run Motorsport/СТК БИЛКОН | ВАЗ 2112-37 | АДМ 4    | НЕВ 20   | НЕВ НС   | АДМ 2    | АДМ 5    | НЕВ 11   | АДМ 7    |          |          |          |          |          | 3     | 180  |
| 2005 | СТК БИЛКОН                     | ВАЗ 2112-37 | АДМ НС   | НЕВ 12   | АДМ 26   | НЕВ 27   | НЕВ ДСК  | АДМ 17   | АДМ ДСК  |          |          |          |          |          | 29    | 108  |
| 2006 | СТК БИЛКОН                     | ВАЗ 2112-37 | НЕВ НД   | АДМ 11   | АДМ НД   | НЕВ 4    | АДМ 2    | АДМ 4    | АДМ 5    | АДМ Сход |          |          |          |          | 5     | 59   |

### Результаты выступлений в RRC

#### GT-Rus
| Год  | Команда  | Автомобиль          | 1   | 2   | 3   | 4   | 5   | 6   | 7   | 8     | Место | Очки |
| ---- | -------- | ------------------- | --- | --- | --- | --- | --- | --- | --- | ----- | ----- | ---- |
| 2012 | B-Tuning | SEAT León Supercopa | СМО | КАЗ | НИЖ | АДМ | MRW | СМО | НИЖ | СМО 5 | 18    | 11   |

#### Туринг-Лайт
| Год  | Команда  | Автомобиль | 1       | 2       | 3       | 4         | 5     | 6       | 7     | 8       | 9         | 10      | 11    | 12      | 13      | 14      | Место | Очки |
| ---- | -------- | ---------- | ------- | ------- | ------- | --------- | ----- | ------- | ----- | ------- | --------- | ------- | ----- | ------- | ------- | ------- | ----- | ---- |
| 2013 | B-Tuning | VW Polo    | НИЖ 1 7 | НИЖ 2 8 | MRW 1 2 | MRW 2 ДСК | СМО 1 | СМО 2 1 | КАЗ 1 | КАЗ 2 1 | КАЗ 1 ДСК | КАЗ 2 8 | СМО 1 | СМО 2 3 | НИЖ 1 3 | НИЖ 2 3 | 3     | 1014 |

### Результаты выступлений в РСКГ

#### Туринг-лайт
| Год  | Команда                  | Автомобиль     | 1          | 2         | 3       | 4       | 5        | 6          | 7          | 8        | 9       | 10      | 11       | 12         | 13         | 14         | 15      | 16      | Место | Очки |
| ---- | ------------------------ | -------------- | ---------- | --------- | ------- | ------- | -------- | ---------- | ---------- | -------- | ------- | ------- | -------- | ---------- | ---------- | ---------- | ------- | ------- | ----- | ---- |
| 2014 | B-Tuning                 | VW Polo R2 Mk5 | СМО 1 17   | СМО 2 НС  | MRW 1   | MRW 2 1 | НИЖ 1 22 | НИЖ 2 11   | КАЗ 1 Сход | КАЗ 2 25 | КАЗ 1 3 | КАЗ 2 6 | СМО 1    | СМО 2 1    | СОЧ 1 11   | СОЧ 2 3    | СМО 1 2 | СМО 2 1 | 5     | 979  |
| 2015 | B-Tuning                 | VW Polo R2 Mk5 | НИЖ 1 4    | НИЖ 2 10* | СМО 1   | СМО 2 4 | СОЧ 1 5  | СОЧ 2 Сход | КАЗ 1 8    | КАЗ 2    | СМО 1 9 | СМО 2 5 | MRW 1 8  | MRW 2 7    | КАЗ 1 9    | КАЗ 2 4    |         |         | 6     | 132  |
| 2016 | B-Tuning                 | VW Polo R2 Mk5 | СМО 1      | СМО 2     | НИЖ 1   | НИЖ 2   | ГРО 1 4  | ГРО 2 10   | СОЧ 1 2    | СОЧ 2 12 | MRW 1   | MRW 2   | СМО 1 8  | СМО 2 Сход | КАЗ 1 Сход | КАЗ 2 Сход |         |         | 12    | 402  |
| 2020 | B-Tuning Pro Racing Team | VW Polo R2 Mk5 | СМО 1 Сход | СМО 2 8   | ИГО 1 6 | ИГО 2 9 | КАЗ 1 9  | КАЗ 2 5    | MRW 1 3    | MRW 2 6  | СМО 1 3 | СМО 2 5 | НИЖ 1 10 | НИЖ 2 10   | ГРО 1 9    | ГРО 2 8    |         |         | 6     | 125  |
| 2021 | B-Tuning Pro Racing Team | VW Polo R2 Mk5 | СМО 1 Сход | СМО 2 6   | НИЖ 1 5 | НИЖ 2 8 | ИГО 1 6  | ИГО 2 5    | MRW 1 5    | MRW 2 6  | КАЗ 1 2 | КАЗ 2 3 | ГРО 1 5  | ГРО 2 5    | СОЧ 1 11   | СОЧ 2 7    |         |         | 7     | 145  |

### Результаты выступлений в чемпионате Беларуси по кольцевым гонкам

#### Туризм Б-1600/Туринг Лайт 1600/Лайт 1600
| Год  | Класс            | Команда  | Автомобиль | 1       | 2       | 3       | 4     | Место | Очки |
| ---- | ---------------- | -------- | ---------- | ------- | ------- | ------- | ----- | ----- | ---- |
| 2013 | Туризм Б-1600    | B-Tuning | VW Polo    | СМО 1   | СМО 2   | СМО 1 2 | СМО 2 | 5     | 8    |
| 2014 | Туринг Лайт 1600 | B-Tuning | VW Polo    | СМО 1 4 | СМО 2   | СМО 1 3 | СМО 2 | НП    | НП   |
| 2015 | Лайт 1600        | B-Tuning | VW Polo    | СМО 1   | СМО 2 1 | СМО 1   | СМО 2 | НВК   | НВК  |

НП — в 2014 году в чемпионате Беларуси по кольцевым гонкам общий итог не подводился.
НВК — в 2015 году не был включен в итоговый протокол класса «Лайт 1600» чемпионата Беларуси по кольцевым гонкам.

#### Туринг опен 2000
| Год  | Команда  | Автомобиль          | 1     | 2     | 3     | 4       | 5       | 6       | Место | Очки |
| ---- | -------- | ------------------- | ----- | ----- | ----- | ------- | ------- | ------- | ----- | ---- |
| 2015 | B-Tuning | SEAT León Supercopa | СМО 1 | СМО 2 | СМО 1 | СМО 2 1 |         |         | 5     | 10   |
| 2016 | B-Tuning | SEAT León Supercopa | СМО 1 | СМО 2 | СМО 1 | СМО 2 1 | СМО 1 5 | СМО 2 5 | 5     | 10   |

### Результаты выступлений в «Славянском кубке» (дисциплина Time attack)

#### sc-Warm
| Год  | Команда  | Автомобиль          | 1     | 2     | 3   | 4   | Место | Очки |
| ---- | -------- | ------------------- | ----- | ----- | --- | --- | ----- | ---- |
| 2014 | B-Tuning | SEAT León Supercopa | СМО 2 | СМО 1 | СМО | СМО | 1     | 28   |

#### sc-Light
| Год  | Команда  | Автомобиль | 1   | 2   | 3   | 4     | Место | Очки |
| ---- | -------- | ---------- | --- | --- | --- | ----- | ----- | ---- |
| 2014 | B-Tuning | VW Polo    | СМО | СМО | СМО | СМО 1 | 5     | 15   |

### Результаты выступлений в RHHCC (дисциплина Time attack)

#### Super-race
| Год  | Команда  | Автомобиль          | 1   | 2   | 3     | 4     | 5     | 6     | 7      | 8     | 9     | 10    | 11  | Место | Очки |
| ---- | -------- | ------------------- | --- | --- | ----- | ----- | ----- | ----- | ------ | ----- | ----- | ----- | --- | ----- | ---- |
| 2015 | B-Tuning | SEAT León Supercopa | MRW | СМО | НИЖ   | АДМ   | СМО   | КАЗ   | НИЖ 11 | АДМ 5 | СМО 1 | MRW 3 | ГРО | 7     | 36   |
| 2016 | B-Tuning | SEAT León Supercopa | ГРО | СМО | АДМ 3 | НИЖ 3 | АДМ 3 | СМО 3 | КАЗ 3  | MRW 1 | НИЖ 3 | СМО 2 |     | 3     | 99,5 |